# Bathyraja
Bathyraja är ett släkte av rockor. Bathyraja ingår i familjen egentliga rockor.

## Bildgalleri

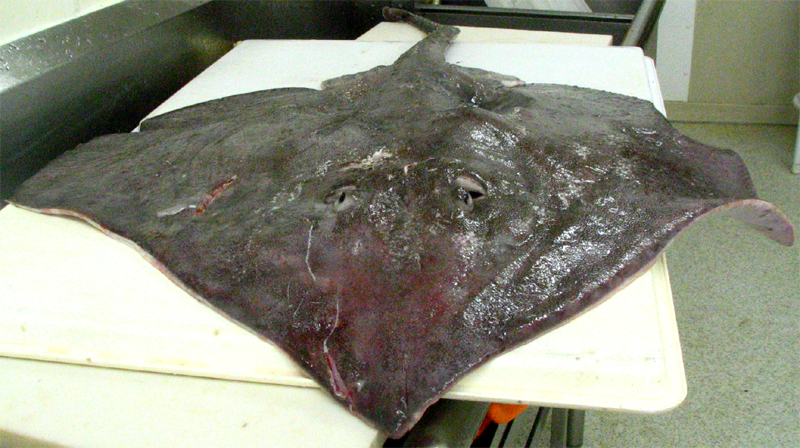
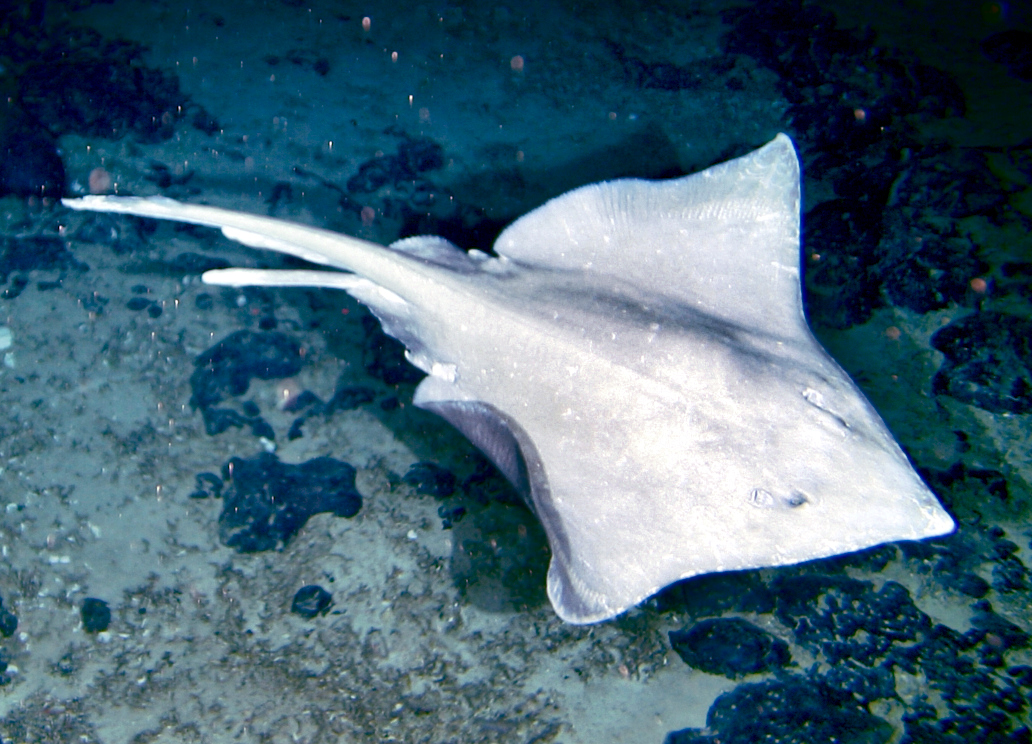
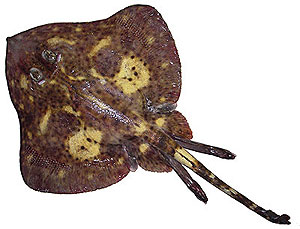

## Dottertaxa tillBathyraja, i alfabetisk ordning[1]
- Bathyraja abyssicola
- Bathyraja aguja
- Bathyraja albomaculata
- Bathyraja aleutica
- Bathyraja andriashevi
- Bathyraja bergi
- Bathyraja brachyurops
- Bathyraja caeluronigricans
- Bathyraja cousseauae
- Bathyraja diplotaenia
- Bathyraja eatonii
- Bathyraja fedorovi
- Bathyraja griseocauda
- Bathyraja hesperafricana
- Bathyraja interrupta
- Bathyraja irrasa
- Bathyraja ishiharai
- Bathyraja isotrachys
- Bathyraja lindbergi
- Bathyraja longicauda
- Bathyraja maccaini
- Bathyraja macloviana
- Bathyraja maculata
- Bathyraja magellanica
- Bathyraja mariposa
- Bathyraja matsubarai
- Bathyraja meridionalis
- Bathyraja minispinosa
- Bathyraja multispinis
- Bathyraja murrayi
- Bathyraja notoroensis
- Bathyraja pallida
- Bathyraja papilionifera
- Bathyraja parmifera
- Bathyraja peruana
- Bathyraja pseudoisotrachys
- Bathyraja richardsoni
- Bathyraja scaphiops
- Bathyraja schroederi
- Bathyraja shuntovi
- Bathyraja simoterus
- Bathyraja smirnovi
- Bathyraja smithii
- Bathyraja spinicauda
- Bathyraja spinosissima
- Bathyraja taranetzi
- Bathyraja trachouros
- Bathyraja trachura
- Bathyraja tunae
- Bathyraja tzinovskii
- Bathyraja violacea